# Єндрине
Єндрине (пол. Jędrynie, нім. Jendrin) — село в Польщі, у гміні Стшельці-Опольські Стшелецького повіту Опольського воєводства.
Населення — 123 особи (2011).

## Демографія
Демографічна структура станом на 31 березня 2011 року:
|          | Загалом | Допрацездатний вік | Працездатний вік | Постпрацездатний вік |
| -------- | ------- | ------------------ | ---------------- | -------------------- |
| Чоловіки | 58      | 15                 | 38               | 5                    |
| Жінки    | 65      | 8                  | 37               | 20                   |
| Разом    | 123     | 23                 | 75               | 25                   |